# Kazimierz Mikołaj Gutkowski
Kazimierz Mikołaj Gutkowski (ur. 22 marca 1929 w Warszawie, zm. 18 kwietnia 2004 tamże) – polski inżynier, doktor nauk technicznych, specjalista chłodnictwa, ambasador RP w Nigerii (1991–1997).

## Życiorys
W latach 1947–1952 studiował na Wydziale Mechanicznym Politechniki Warszawskiej specjalizując się w chłodnictwie u Bohdana Stefanowskiego. W 1979 uzyskał doktorat nauk technicznych na Wydziale Mechanicznym Energetyki i Lotnictwa Politechniki Warszawskiej. W latach 1952–1980 pracował w biurach projektowych różnych branż przemysłu spożywczego, początkowo jako projektant, kierownik zespołu, później jako główny specjalista.
Od końca lat 50. był rzeczoznawcą SIMP – wykonywał ekspertyzy nt. problemów naukowo-technicznych. W 1956 był inicjatorem powstania Sekcji Chłodnictwa SIMP, która została powołana w 1957 i pierwszym przewodniczącym oddziału w Warszawie. W latach 1965–1972 i 1979–1982 był przewodniczącym Zarządu Głównego sekcji a od 1988 jej przewodniczącym honorowym. W latach 1979–1981 był wiceprzewodniczącym Polskiego Komitetu ds. Gospodarki Żywnościowej powołanego przy Naczelnej Organizacji Technicznej. Był przewodniczącym komisji ds. projektowania międzyresortowego Zespołu ds. Chłodnictwa i inicjatorem powołania Rady Współpracy Projektowej, koordynującej działania w zakresie projektowania i konstrukcji oraz opiniującej ew. zalecającej uruchomienie produkcji nowych maszyn i aparatury chłodniczej.
W latach 1963–1995 był członkiem Komisji III, następnie B2 (maszyny i urządzenia chłodnicze) Międzynarodowego Instytutu Chłodnictwa (IIR). W latach 1963–1987 brał udział w siedmiu Międzynarodowych Kongresach Chłodniczych IIR i jedenastu dużych konferencjach międzynarodowych na których wygłaszał referaty, odczyty i prelekcje publikowane w materiałach kongresowych i czasopismach naukowo-technicznych. W latach 1983–1988 był członkiem Międzynarodowego Towarzystwa Energii Słonecznej (ISES). Jako ekspert UNIDO i UNESCO był delegowany do krajów Afryki Równikowej celem opracowania raportu dotyczącego najlepszych rozwiązań technicznych dla wykorzystania energii słonecznej w gospodarkach tych krajów.
W latach 1981–1987 pracował jako starszy wykładowca, a następnie Associate Professor na Uniwersytecie w Ife oraz jako Visiting Professor na Uniwersytecie w Dar es Saalam, gdzie był wykładowcą chłodnictwa, klimatyzacji oraz techniki cieplnej. W latach 1988–1989 był dyrektorem Zakładu Projektowo-Badawczego "Ekopol" w Warszawie. W latach 1990–1992 był redaktorem naczelnym miesięcznika "Chłodnictwo", którego był współzałożycielem.
Publikował książki i artykuły w języku polskim, angielskim i niemieckim, a także tłumacząc książki zagraniczne na język polski. Jest autorem podręcznika Chłodnictwo - Wybrane Zagadnienia Obliczeniowe (trzy wydania polskie, wydane także po czesku i węgiersku) oraz Refrigeration & Airconditioning, wydanego najpierw w języku angielskim i wydanego później po polsku w 2002. Przetłumaczył z języka rosyjskiego podstawową książkę prof. Badylkesa pt. Czynniki i Procesy Ziębnicze. Wraz z prof. K. Maczkiem był współautorem książki pt. Saving of Energy in Refrigeration wydanej w Paryżu. W latach 1959–1990 opublikował 26 artykułów. Był autorem czterech i współautorem dwóch patentów wdrożonych do praktyki.
Działał również poza obszarem chłodnictwa. Od 1990 był członkiem Polskiego Towarzystwa Heraldycznego, w którego publikacjach ogłosił trzy artykuły oraz od 1988 członkiem Stowarzyszenia Euro-Atlantyckiego. Kawaler maltański. W latach 1991–1997 był ambasadorem nadzwyczajnym i pełnomocnym Polski w Nigerii z akredytacją w Beninie, Ghanie, Kamerunie i Nigrze. Po powrocie do kraju w 1997 przeszedł na emeryturę.
Wyróżniony Odznaką Honorową SIMP, Złotą Odznaką Honorową NOT oraz Złotym Krzyżem Zasługi za służbę w dyplomacji w RP.
Pochowany na cmentarzu Powązkowskim w Warszawie (kwatera 233-6-1/2).